# میگوئل آنخل لوایزا
میگوئل آنخل لوایزا (اسپانیایی: Miguel Ángel Loayza‎; ۲۱ ژوئن ۱۹۴۰ – ۱۹ اکتبر ۲۰۱۷) یک بازیکن فوتبال اهل پرو بود.

## باشگاهی
از باشگاه‌هایی که در آن بازی کرده‌است می‌توان به بارسلونا، بوکا جونیورز، ریور پلاته، باشگاه ورزشی دیپورتیوو کالی، روساریو سنترال و اتلتیکو هوراکان اشاره کرد.

## تیم ملی
وی همچنین در تیم ملی فوتبال پرو بازی کرده‌است.